# 괌 여자 축구 국가대표팀
괌 여자 축구 국가대표팀은 괌을 대표하는 여자 축구 대표팀으로 괌 축구 협회에서 관리한다. 남자대표팀과 마찬가지로 최약체로 평가받는 팀들 가운데 하나이며 국제 A매치 첫 경기인 일본과의 1997년 AFC 여자 아시안컵 조별리그 1차전에서 0-21로 패배했는데 이는 현재까지도 괌 여자 대표팀이 최다 점수차로 패한 국제 경기로 남아 있으며 또한 현재까지 FIFA 여자 월드컵과 하계 올림픽, 아시안 게임 본선 진출 기록은 전무하다.

## 국제 대회 경력

### AFC 여자 아시안컵
여자 아시안컵 본선에는 4번 출전해서 모두 조별리그에서 탈락했고 1999년 대회에서 홍콩에게 2-0으로 이긴 경기를 제외한 나머지 대회에서는 모두 패배만 거듭했으며 이 과정에서 단 5득점 밖에 기록하지 못했고 무려 112골을 얻어맞았다.

### EAFF E-1 풋볼 챔피언십
2010년 대회 준결승 리그를 통해 동아시안컵에 첫 출전하였으나 현재까지 결승 리그 진출 기록이 전무하다. 그나마 2015년 대회와 2017년 대회 1라운드에서 2대회 연속 2연승을 거두며 2라운드까지 진출한 경험은 있다.

### 퍼시픽 게임
퍼시픽 게임에는 2번 참가하여 이 중 2003년 대회에서 6경기 3승 2무 1패로 통가와 동률을 이뤘지만 득실차에서 앞서면서 4승 1무 1패의 파푸아뉴기니에 이어 은메달을 목에 걸면서 모든 국제 대회를 통틀어 역대 최고 성적을 거두었으나 2011년 대회에서는 2무 1패의 초라한 성적으로 조별리그에서 탈락하면서 메달 획득에 실패했다.

## 괌 여자 축구의 국제 경기 최다 점수차 승리
2014년 7월 22일 홈에서 열린 마카오와의 2015년 EAFF 여자 동아시안컵 1라운드 2차전 경기에서 11-0의 대승을 거두며 괌 여자 축구 역사상 국제 경기 최다 점수차 승리를 가져오면서 2연승으로 2라운드 진출에 성공했다.

## 성적

### FIFA 여자 월드컵
- 1991년: 불참
- 1995년: 불참
- 1999년: 예선 탈락
- 2003년: 예선 탈락
- 2007년: 예선 탈락
- 2011년: 불참
- 2015년: 불참
- 2019년: 기권

### AFC 여자 아시안컵
- 1975년: 불참
- 1977년: 불참
- 1979년: 불참
- 1981년: 불참
- 1983년: 불참
- 1986년: 불참
- 1989년: 불참
- 1991년: 불참
- 1993년: 불참
- 1995년: 불참
- 1997년: 조별 예선
- 1999년: 조별 예선
- 2001년: 조별 예선
- 2003년: 조별 예선
- 2006년: 예선 탈락
- 2008년: 불참
- 2010년: 불참
- 2014년: 불참
- 2018년: 기권

### EAFF 여자 동아시안컵
- 2005년: 불참
- 2008년: 예선 탈락
- 2010년: 예선 탈락
- 2013년: 예선 탈락
- 2015년: 예선 탈락
- 2017년: 예선 탈락
- 2019년: 예선 탈락

## 역대 감독
| 감독   | 임기        |
| ------ | ----------- |
| 김상훈 | 2006 ~ 2009 |
| 김상훈 | 2014 ~ 2016 |
| 김상훈 | 2020 ~ 2021 |

## 같이 보기
- 괌 축구 국가대표팀